# فولوارکی تلویتسکیه
فولوارکی تلویتسکیه (به لهستانی:  Folwarki Tylwickie) یک روستا در لهستان است که در گمینا زابوودوو واقع شده‌است.